# Публий Корнелий Долабелла (консул 283 года до н. э.)
Публий Корнелий Долабелла (лат. Publius Cornelius Dolabella; умер после 280 года до н. э.) — римский военный и политический деятель, консул 283 года до н. э.
Публий Корнелий Долабелла избран консулом на 283 год до н. э. с коллегой Гнеем Домицием Кальвином Максимом.
В 284 году до н. э. в битве при Арретиуме римское войско под началом консула (или городского претора) Луция Цецилия Метелла Дентера было разбито сенонами, а римские послы были казнены.
Военные действия были продолжены в следующем, 283 году до н. э.; в битве у озера Вадимон Долабелла одержал победу надо объединённым войском этрусков, самнитов и галльских племён бойев и сенонов, опустошив при этом земли сенонов.
Был удостоен триумфа, провёл на нём захваченного в плен вождя сенонов Бритомара.
В 280 году до н. э. Публий Корнелий Долабелла, Гай Фабриций и Квинт Эмилий — легаты в составе посольства к царю Эпира Пирру, посланному для переговоров об обмене пленными.